# Leucocarbo
Leucocarbo é um género de aves da família Phalacrocoracidae.

## Lista de espécies
O género Leucocarbo compreende actualmente 15 espécies:
- Corvo-marinho-de-magalhães, Leucocarbo magellanicus
- Corvo-marinho-do-guano, Leucocarbo bougainvillii[2]
- Corvo-marinho-das-bounty, Leucocarbo ranfurlyi [2]
- Corvo-marinho-maori, Leucocarbo carunculatus [2]
- Corvo-marinho-das-chatham, Leucocarbo onslowi [2]
- Corvo-marinho-de-otago, Leucocarbo chalconotus [2]
- Corvo-marinho-das-auckland, Leucocarbo colensoi [2]
- Corvo-marinho-das-campbell, Leucocarbo campbelli [2]
- Corvo-marinho-imperial, Leucocarbo atriceps[2]
- Corvo-marinho-da-geórgia-do-sul, Leucocarbo georgianus[2]
- Corvo-marinho-das-crozet, Leucocarbo melanogenis [2]
- Corvo-marinho-antárctico, Leucocarbo bransfieldensis
- Corvo-marinho-das-kerguelen, Leucocarbo verrocosus [2]
- Corvo-marinho-da-ilha-heard, Leucocarbo nivalis [2]
- Corvo-marinho-de-macquarie, Leucocarbo purpurascens [2]